# Disney Village Resort
Le Disney Village est aussi un centre de divertissement du complexe Disneyland Paris.
Le Disney Village Resort était l'un des hôtels du complexe de Walt Disney World Resort en Floride. C'est l'un des plus vieux des hôtels du complexe après les Disney's Polynesian Resort et Disney's Contemporary Resort.
Son histoire débute comme une vraie ville en 1973 et devient en 1985 un ensemble hôtelier du complexe.
Il a été remplacé en 1996 par le Disney Institute et les Villas du Disney Institute et à nouveau en 2004 par le Disney's Saratoga Springs Resort.

## Historique
L'histoire du lieu débute réellement en juin 1973, lorsque la Walt Disney Company lance un nouveau projet de ville  (projet d'Epcot) autour de Lake Buena Vista (ancienne Reedy Creek). Quatre communautés doivent voir le jour chacune sur un thème ludique : le golf, le tennis, le nautisme et l'ouest américain. 80 maisons ouvrent alors pour des employés de Disney et des personnes intéressés par ce type de communauté. Elles se situent au nord du Lake Buena Vista.
En mai 1974, Disney annonce la livraison de 53 maisons supplémentaires et la construction de 60 maisons dans les arbres (Treehouse Villas) qui furaent achevé en octobre 1975.
En 1976, s'ouvre le Lake Buena Vista Village, un ensemble de boutiques de l'autre côté du Lake Buena Vista. Il permet de relier les hôtels partenaires du complexe ouverts depuis 1972 à la communauté du Disney Village.
Durant plusieurs années la Walt Disney World Company et les résidents rencontrèrent de nombres points de discordes dont les taxes et les droits de votes au sein de la communauté. En 1985, les résidents sont tous partis et les maisons deviennent les villas d'un complexe hôtelier, le Walt Disney World Village Resort qui est associé aux hôtels partenaires regroupés sous le terme de Walt Disney World Village Plaza.
En 1989, avec l'ouverture de Pleasure Island et le nom est à nouveau changé de même que les éléments alentour :
- le Walt Disney World Village Resort devient le Disney Village Resort
- le Lake Buena Vista Village en Disney Village Marketplace
- les hôtels partenaires en Disney Village Hotel Plaza

Mais le Disney Village Resort ne trouva pas sa clientèle peut être en raison de l'absence de services. En 1995, Michael Eisner décide de lancer le projet Disney Institute. Le projet de ville était lui réapparu l'année précédente avec Celebration.

## Les bâtiments
Les Treehouse Villas : 60 maisons hexagonales juchées (au premier étage) sur un pied imitant les maisons perchées dans les arbres. Leurs couleurs imitaient le bois.
Les Fairways Villas 60 maisons de grandes tailles accueillant plusieurs logements et surélevées sur un côté pour protéger un parking
Les Grand Vista Suites 4 demeures comprenant deux ou trois chambres, une salle de séjour et une cuisine.

## Les services de l'hôtel
- Vacation Villas
- Fairway Villas
- Treehouse Villas
- Club Lake Villas (ou Club Suites)
- Grand Vista Suites

### Les restaurants, bars et boutiques
Aucun : il fallait aller au Walt Disney World Village.

### Les activités possibles
Rien de spécifique : accès aux golfs et autres activités du complexe.

## Sources
- Since the World began: Walt Disney World, the first 25 years, Jeff Kurtti P 68.
- (en) Disney Village Resort sur Walt Dated World